# 短尾貓
短尾貓（學名：Lynx rufus），正名為短尾猞猁、紅褐猞猁、美國猞猁，是分布在北美洲的一种貓科貓亞科猞猁屬之物種，其下已知有12個亞種，主要分佈在加拿大南部至墨西哥北部，包括大部份的美國本土。短尾貓是有很強適應力的掠食者，棲息在林地、半沙漠、城市及沼澤。牠們现在仍然生活在原有的分佈地区，并有一定數量。
短尾貓的毛皮呈灰色至褐色，面上有鬚，耳朵有黑毛，外表像其他中等身型的猞猁。牠們比加拿大猞猁細小，但較家貓大兩倍。牠們的前肢上有明顯的黑帶，粗短的尾巴端呈黑色。
雖然短尾貓喜歡吃兔及野兔，但仍會捕獵昆蟲、小型的齧齒目，以及鹿、叉角羚等。牠們選擇獵物會視乎地點及棲息地、季節及獵物的數量。牠們像大部份的貓科般是有領域的，多是獨自生活，不過仍有一些領域是重疊的。牠們使用多種方法來標示疆界，包括爪痕、尿液及糞便等。短尾貓於冬天至春天期間生育，妊娠期為兩個月。
短尾貓雖然被人類為運動及毛皮而獵殺，但其數量卻沒有显著減少。短尾貓亦在美洲原住民神話及歐洲傳說中出現。

## 分類
就短尾貓的分類曾出現爭論，究竟應該是屬於猞猁屬或是貓屬，這亦是應否成立猞猁屬爭論的縮影。不過猞猁屬現已被接納，而短尾貓亦屬其中。
有指猞猁屬是與美洲金貓屬、豹貓屬及貓屬於715萬年前是源自同一分支的。猞猁屬最先約在324萬年前分開出來。
短尾貓相信是從歐亞猞猁演化出來。歐亞猞猁於更新世橫過白令陸橋到達北美洲，而短尾貓的祖先則在260萬年前抵達。第一波進入了北美洲南部，但就被冰川阻擋了前往北方的路。這些動物約於2萬年前演化成現今的短尾貓。第二波從亞洲進入及定居北美洲北部，發展成現今的加拿大猞猁。短尾貓與加拿大猞猁之間有時會出現雜交情況。

### 亞種
短尾貓現時已知有12個亞種：
- 指名亞種（L. r. rufus）：分佈在美國東部及中西部。
- L. r. gigas：分佈在紐約北部至新斯科舍及紐賓士域。
- 佛羅里達亞種（L. r. floridanus）：分佈在美國東南部及密西西比河谷內陸，上至密蘇里州西南部及伊利諾州南部。
- L. r. superiorensis：分佈在五大湖西面地區，包括上密歇根州、威斯康辛州、安大略省南部及大部份的明尼蘇達州。
- L. r. baileyi：分佈在美國西南部及墨西哥西北部。
- 加利福尼亞亞種（L. r. californicus）：分佈在加利福尼亞州西部至內華達山脈。
- L. r. escuinipae：分佈在墨西哥中部，沿南索諾拉西岸向北伸延。
- L. r. fasciatus：俄勒冈州及華盛頓的喀斯開山脈西部、加利福尼亞州西北部及英屬哥倫比亞西南部。
- L. r. oaxacensis：分佈在瓦哈卡州
- L. r. pallescens：分佈在美國西北部及英屬哥倫比亞、艾伯塔省及薩克其萬南部。
- L. r. peninsularis：分佈在下加利福尼亞州。
- 德克薩斯亞種（L. r. texensis）：分佈在路易斯安那州西部、德克薩斯州東部、奧克拉荷馬州中南部、及塔毛利帕斯州、新萊昂州及科阿韋拉州南部。[2][8]

由於缺乏明確的地理分界及亞種之間只有很小的不同，故短尾貓亞種的分類備受挑戰。

## 身體特徵

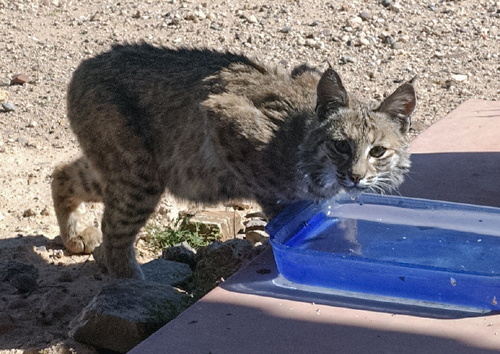
正在喝水的短尾貓，攝於美國亚利桑那州的圖森。

短尾貓像其他猞猁屬的物種，但平均較為細小。牠的毛皮各有不同，一般都是黃褐色至灰褐色，身體、前肢及尾巴上有黑色斑紋。牠的圓斑點可以用來偽裝。耳朵尖端呈黑色，有短簇的毛。嘴唇、面頰及腹部一般都是米白色。在西南部沙漠地區的短尾貓毛皮較淺色，而在北部森林的則較深色。幼貓出生時已經有毛皮及斑點。有少數黑變病的短尾貓在佛羅里達州被發現。牠們是黑色的，但可能仍保有斑點。
短尾貓的脸因耳朵下的毛髮看似很宽。它的毛皮容易受損，但毛較長及密。鼻子呈粉紅色，面部、兩側及背部為灰色、黃紅色或褐紅色。眼睛呈黃色，而瞳孔是黑色的。瞳孔上下較長，在晚間會擴張以獲得最多的光線。短尾貓的聽覺及視覺靈敏，嗅覺亦很好。牠是高超的攀樹者，若有需要可以游泳，不過通常都會避免。
成年雄性的短尾貓長0.7-1.2米，平均長0.9米，包括了10-18厘米長的尾巴，站立時肩高36-38厘米，一般重7-14公斤。雌性平均重9公斤。短尾貓肌肉發達，後肢較前肢長。出生時短尾貓約重280-340克，長25厘米。出生首年可生長達4.5公斤重。
在北部地區及野外棲息的短尾貓體型較大。形態學上的研究發現最大的雄性及雌性標本在體型上有所分別，可見不同性別的短尾貓有不同的自然選擇條件。

## 行為
短尾貓是拂曉的動物，主要於黎明及黃昏時出沒。牠們在日落前三小時開始活動，直至約午夜時份，接著會再次在天光前至日出後三小時活動。每晚牠們會沿其棲息路徑移動3-11公里。這種行為會按季節而變更，因為牠們在冬天會對應其獵物而調節，變得會在白天活動。

### 社會結構

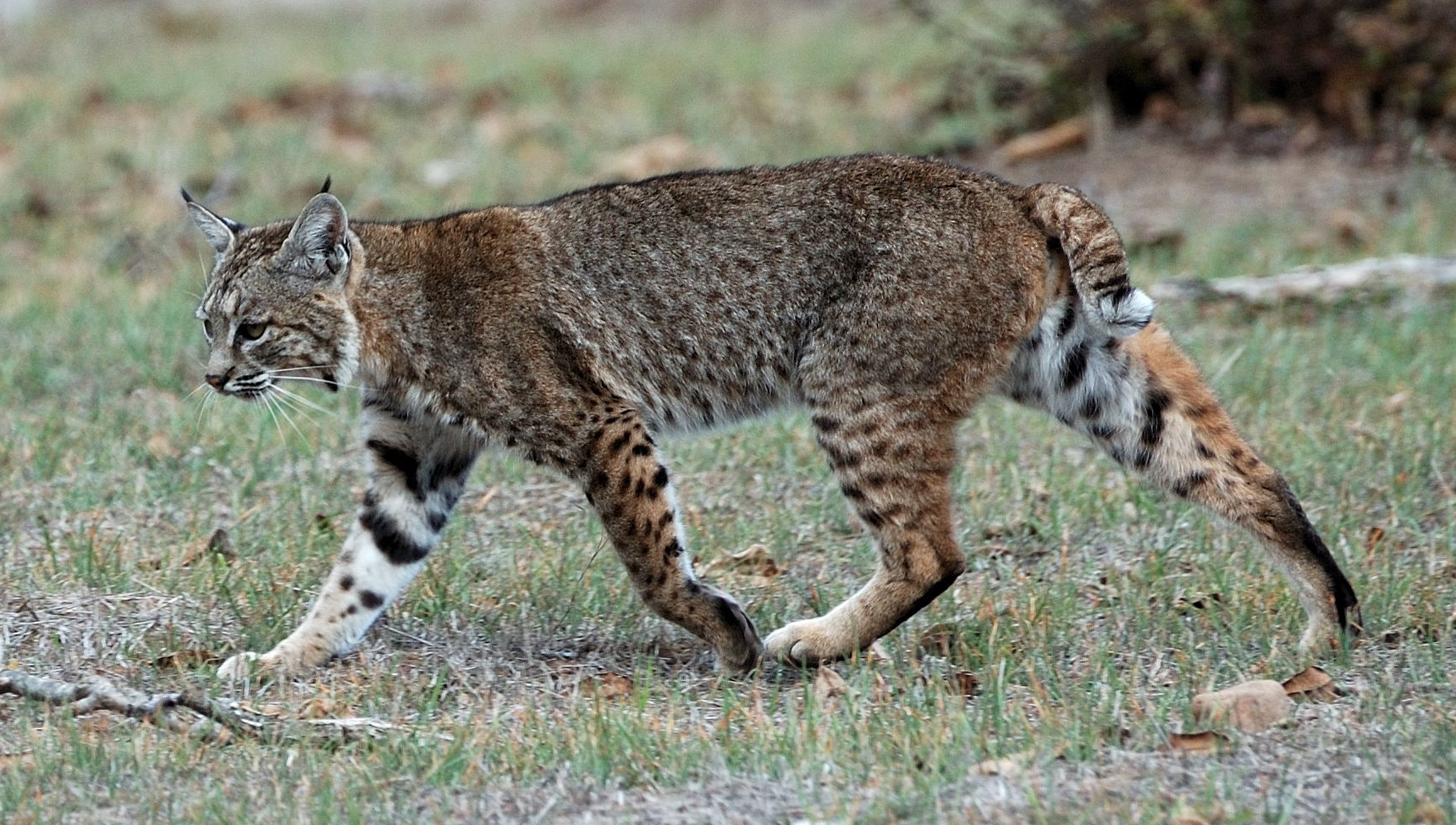
行走的短尾貓。

短尾貓只會在其領土上活動，領土的大小視乎性別及獵物分佈而定。牠們會以糞便、尿液及在樹上抓痕來標記其領土範圍。短尾貓的領土內有幾個棲息處，一般會有一個主要巢穴及其他外圍的附帶遮蔽所，例如空心的木頭、叢林、草叢或石隙之間。牠們的巢穴有短尾貓的強烈氣味。
短尾貓的領土大小可以很不同，世界自然保護聯盟就統計出其領土可以由0.6-326平方公里不等。在堪薩斯州的研究發現雄性會佔有20平方公里，而雌性則少於一半。暫住的短尾貓則會佔有較大的57平方公里，但疆界則不明顯。幼貓佔有較小的7平方公里。研究亦發現雄性會遠離嬰兒居住的地方。
短尾貓季節性分佈卻有不同的意見。有一個研究發現雄性的領土會由夏天的41平方公里變成冬天的100平方公里。但另一個研究則指雌性短尾貓，尤其是適合生育的時候，會在冬天擴展其領土，而雄性卻會轉移（而非擴展）其領土，這與一些早期的研究結果一致。其他的研究則指有少許或甚至沒有季節性改變。
短尾貓像其他的貓亞科般，是獨自生活的，但領土亦有可能重疊。雄性一般會容忍這種重疊，而雌性則很少進入其他短尾貓的領土。在一隻雄性的領土內可能同時會有二隻以上的雌性。當多隻雄性的領土重疊時，會出現一個領袖的架構，並會排斥一些暫住的短尾貓。
短尾貓的分佈密度與領土大小一樣都有不同意見。其中一研究指每65公方公里就約有1-38隻短尾貓。平均而言，每13平方公里（或更少）就有一隻短尾貓。這種密度與性別比例亦有關連。一項研究發現在加利福尼亞州，每一隻雌性短尾貓就有2.1隻雄性，當密度下降時，雄性與雌性的性別比例亦下降至0.86。另一個研究亦觀察得相似的比例，並解釋雄性可能較適合處理增加競爭的環境，並會限制繁殖。

### 獵食及食性

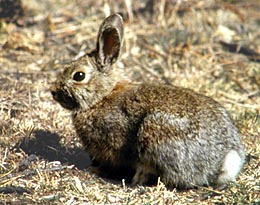
白靴兔是短尾貓的主要獵物。

短尾貓可以很長時間不吃食物，但當獵物豐富時會不斷的吃。在缺乏食物時，牠們會獵食較大的動物，以便供應後來的需要。短尾貓會跟蹤及伏擊獵物。牠們較喜歡獵食重0.7-5.7公斤的哺乳動物，而不同地區會捕獵不同的獵物。在美國東部，牠們主要獵食林兔屬，在北部主要是白靴兔。當這兩類獵物都同時存在時，如在新英格蘭，牠們都會成為短尾貓的獵物。在較南的地區，棉鼠會取代兔及野兔成為短尾貓的主要食物。短尾貓是機會主義者，會隨時改變獵物。研究顯示牠們的食性多樣化是受其主要獵物數量的下降影響，牠們的整體食性可以由主要獵物的數量來確定。
短尾貓獵食不同大小的動物，並會隨之更換捕獵手法。對於細小的動物，如齧齒目、松鼠、鳥類、魚類及昆蟲，短尾貓會前往獵物豐富的地方，躺下靜待及伏擊獵物。對於稍為大的動物，如兔及野兔，牠會跟蹤獵物，直至獵物在其6-20米的範圍內，並開始追捕獵物。牠們很少但亦會獵食較大的動物，如狐、貂、鼬鼠、細小的狗及家貓。短尾貓有時會獵殺家畜及家禽。雖然未有見過較大的牛及馬被攻擊，但細小的綿羊及山羊則受到其威脅。根據統計，短尾貓在2004年就曾殺死11100隻綿羊，佔綿羊掠食者的4.9%。但是，一些指是短尾貓掠食的個案可能是誤會，因為牠們是會吃家畜的屍體。
短尾貓會獵食鹿，尤其在冬天缺乏細小獵物時，或是鹿的數量太多的時候。雖然顯示大部份被殺的都是小鹿，但小鹿的重量是短尾貓的8倍。短尾貓會跟蹤鹿，待牠躺下時，快速的走近並咬破牠的喉嚨、頭顱骨底部或胸部。當短尾貓殺死鹿及吃飽後，會將鹿的腐肉收藏在雪或樹葉下，並會再次回來吃食。
短尾貓獵食的範圍會與其他擁有相似生態位的中型動物重疊。在緬因州的研究發現牠們與郊狼或赤狐並不怎麼競爭。短尾貓與加拿大猞猁的競爭影響了加拿大猞猁的分佈，令牠們不能向南擴展。

### 繁殖及生命週期

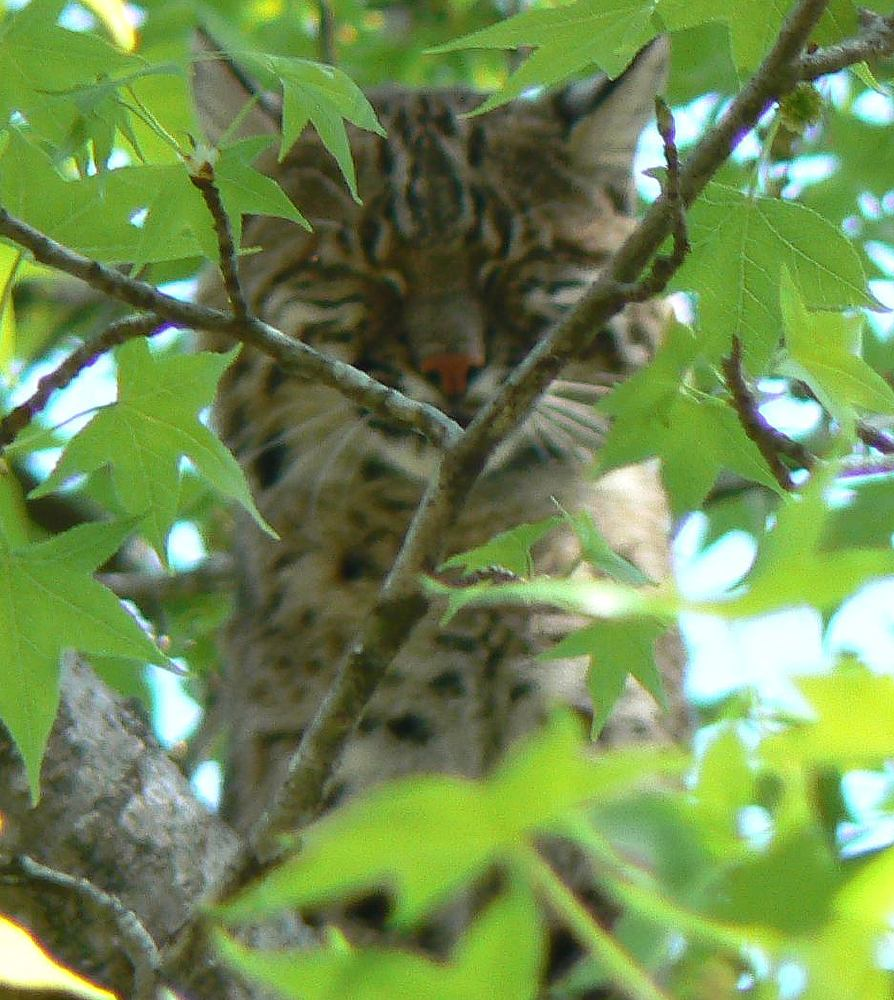
在樹上棲息的短尾貓。

短尾貓一般壽命為6-8歲，有很少可以達至10歲。野外最長壽的短尾貓有16歲，而飼養的則有32歲。
短尾貓會於出生後第二年的夏天開始交配，而雌性的更會於首年就開始。短尾貓會於每年的9-10月產生精子，並於夏天成熟。每年冬天至初春雄性會與雌性一同生活，並會交配數次。交配的時份會受地區所影響，但大都是在2-3月發生。這對短尾貓會有多種不同的行為，包括碰撞、追逐及隱藏自己。其他的雄性可能會在一起，但卻不會牽涉入內。一旦雄性確認雌性發情，牠會抓住雌性。雌性將來會與其他的雄性交配，而雄性一般會與幾隻雌性交配。短尾貓求愛時會尖叫、發出噓聲或其他聲音。在德克薩斯州的研究指短尾貓的領土是受生育影響，若沒有交配的對象則不會設立領土。雌性的動情週期為44日，並會動情5-10日。短尾貓在其一生中都會適合生殖。
雌性會獨自撫養幼貓。短尾貓的妊娠期為60-70日，約於4月至5月出生，每胎約有1-6隻，一般為2-4隻。有時第二胎會最遲於9月出生。雌性一般會在密閉的地方，如細小洞穴或樹孔中生育。幼貓會於第9-10日打開雙眼，並於約4週後開始探索身邊的環境，兩個月後會斷奶。在第3-5個月後牠們會開始與母親出外。牠們會於第一年的冬天前自行獵食，並很快就會獨自生活。在密歇根州就曾觀察到幼貓最遲在春天仍與母親一起。

## 蹤跡

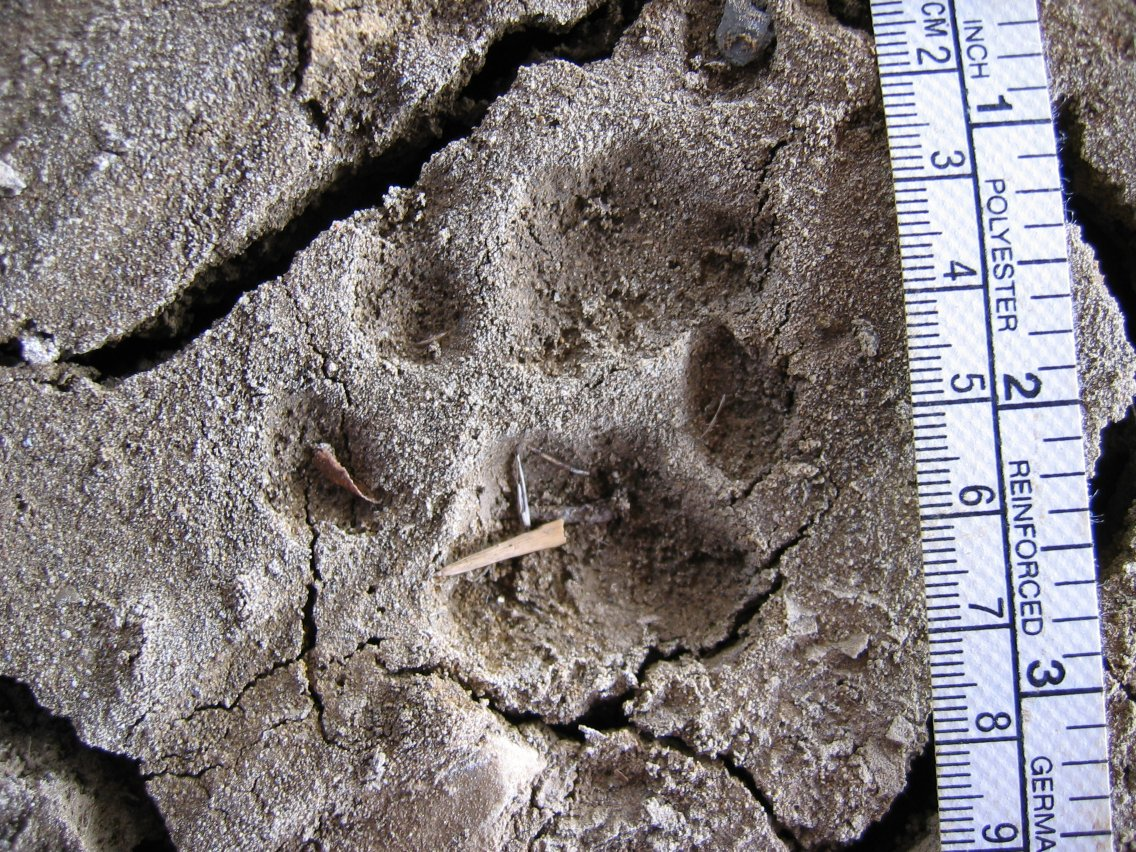
短尾貓的腳印，可見後腳印與前腳印部份重疊了。

短尾貓的腳印上四趾都沒有爪痕。腳印約有2-8厘米長，平均長4.6厘米。當行走時，腳印之間相距約20-46厘米。短尾貓奔跑時腳印會相距更遠，約1-3米。
短尾貓的後腳會正正踩在前腳的腳印上。牠的腳印較流浪貓及家貓的為大。

## 生態

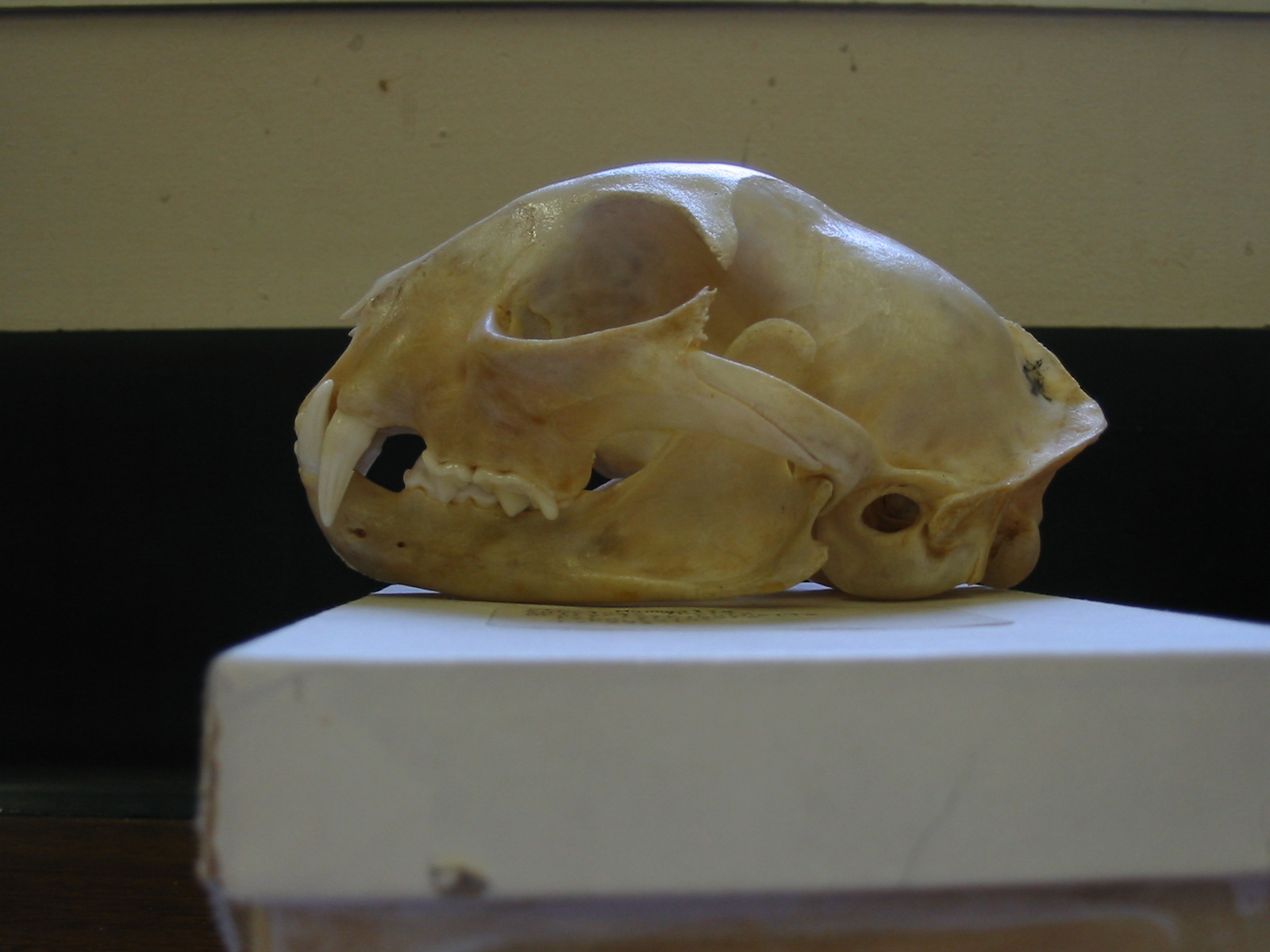
短尾貓的頭顱骨。

成年的短尾貓的天敵除了人之外，還有美洲獅及灰狼，而牠們自己亦會自相殘殺。幼貓的天敵則包括貓頭鷹、鷹、郊狼、狐及成年的短尾貓。當缺乏牠們的獵物時，幼貓很難成長為成年的短尾貓。
疾病、意外、獵殺及饑餓是其他短尾貓致恐的原因。幼貓在離開母親後不久雖然仍在建立獵食技巧，但就有驚人的生命力。15隻短尾貓的每年平均生存率是0.62，介乎0.56-0.67。牠們之間亦會出現同類相食的情況，但卻很罕見及對其數量沒有影響。
短尾貓會患有外寄生蟲，大部份都是蝨及蚤，且會同時患有獵物的寄生蟲。內寄生蟲亦很普遍，平均52%的短尾貓就患有弓形蟲，但數值因地區而異。一種稱為Lynxacarus morlani就只有在短尾貓中可見。寄生蟲及疾病在短尾貓生命中扮演的角色並不清楚，但卻較饑餓、意外及獵殺有更高的死亡率。

## 分佈及棲息地

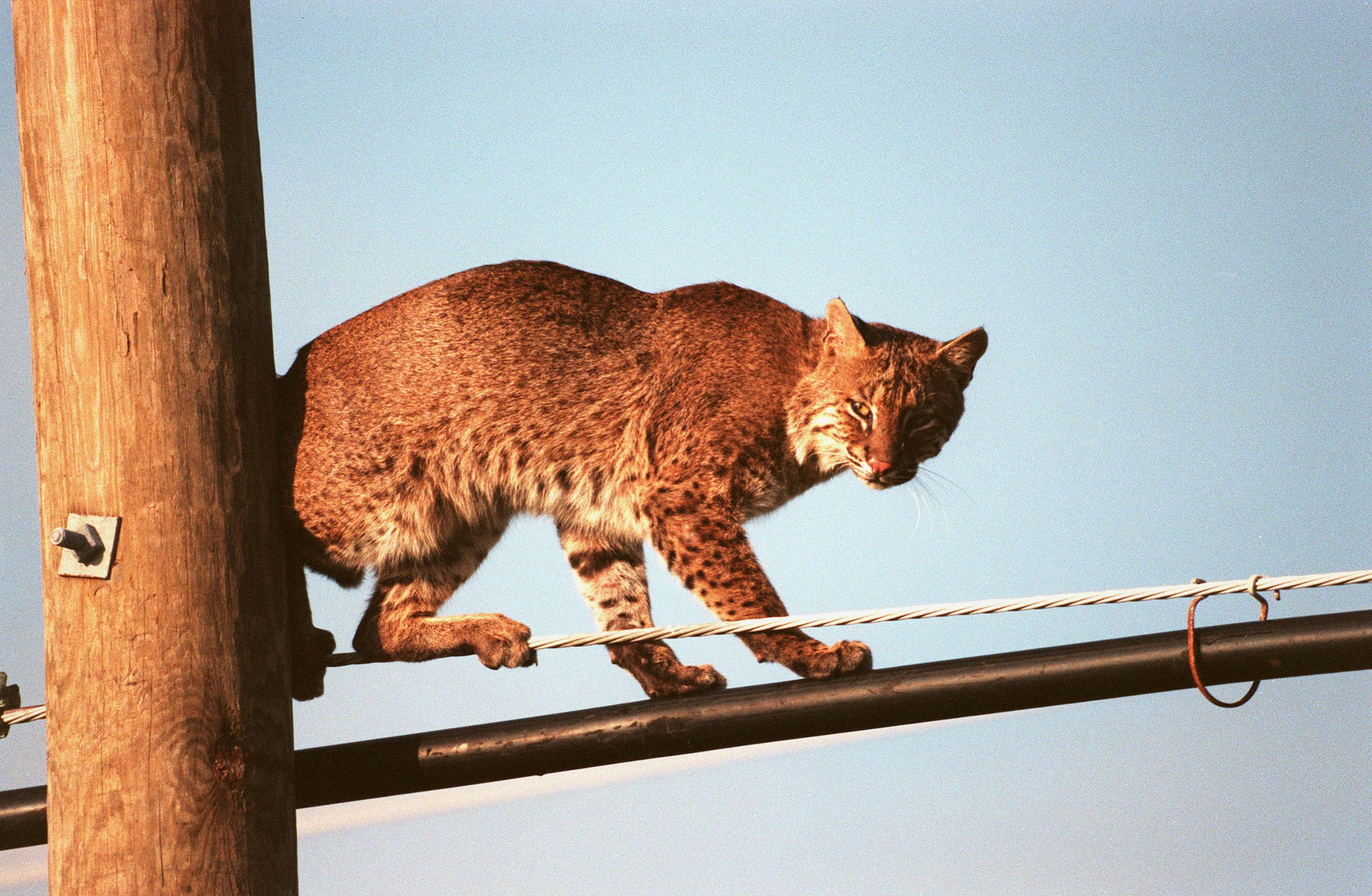
棲息於城市的短尾貓。

短尾貓有特強的適應力。牠們喜歡生活在落葉植物、松柏門、或混合的林地，但不像其他猞猁屬的物種般要依賴森林。牠們可以分佈在潮濕的沼澤至崎嶇的山地。牠們可以在近農地的地方建立巢穴，若身處石隙、沼澤、森林，牠的斑點可以成為偽裝。短尾貓的數量主要視乎獵物的數量，其他會影響數量的因素包括能夠抵禦惡劣天氣的地方、適合休息及作為巢穴的地方、躲避獵殺的保障及免受侵擾的環境。
短尾貓的分佈並不受人類數量的影響，除了大而密的農地外，牠們仍可以找到適合的棲息地。牠們有可能會出現在後園中，介乎人類及自然環境的地方。若被狗追捕，牠們經常會攀上樹上。
短尾貓分佈在加拿大南部、經過美國，南至墨西哥的瓦哈卡州。分佈圖就像是一個袋形，只有美國中西部及部份東北部，包括明尼蘇達州南部、南達科他州東部、愛荷華州及大部份的密蘇里州沒有牠們的蹤影。雖然相信牠們已絕跡紐約西部及賓夕法尼亞州，但卻仍有發現牠們的蹤影或死屍。
短尾貓在加拿大的分佈受到雪的深度及加拿大猞猁所影響。短尾貓並不能抵禦大雪，並會在有遮蔽的地方等待惡劣天氣過去。牠們不像加拿大猞猁的腳般大而有墊，故不能在雪上支撐其身體。短尾貓並非完全處於競爭劣勢，在新斯科舍因將針葉林轉為農地的關係，加拿大猞猁向北遷移，而短尾貓則取而代之。在墨西哥北部及中部，短尾貓生活在乾旱的灌木林、松樹林及橡樹林中，直至南部的熱帶地區。

## 保育

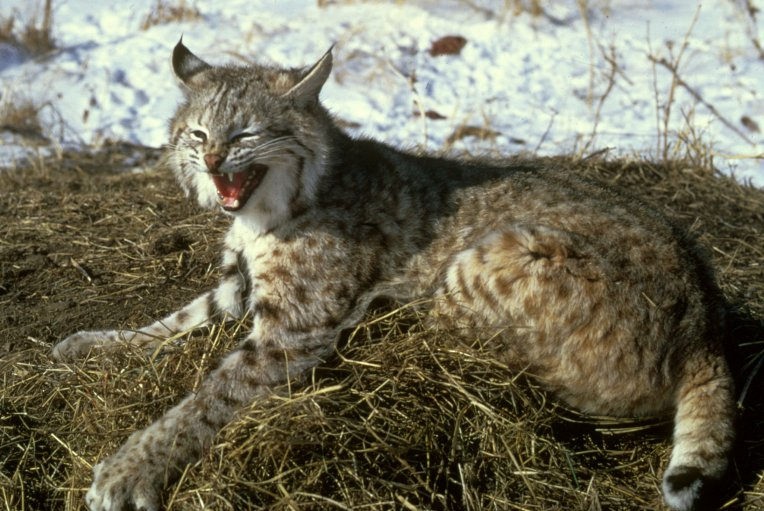
短尾貓的數量在美國中西部有下降的情況，但整體卻很穩定。

短尾貓被列在瀕臨絕種野生動植物國際貿易公約的附錄Ⅱ中，即牠們未有滅絕的危險，但對其的獵殺及賣買須要監察。短尾貓在其分佈的三個國家都有規管。據1988年估計，美國短尾貓的數量介乎700,000至1,500,000，且每年有上升的趨勢。故此，美國曾要求將短尾貓從公約中剔除。加拿大及墨西哥的短尾貓數量亦很穩定。世界自然保護聯盟將短尾貓列為暫無危險，可見牠們相對的廣泛分佈，但在墨西哥南部卻未有清晰的統計。
短尾貓在個別的俄亥俄州、印第安納州及愛荷華州瀕危。於1999年，牠們在伊利諾伊州的瀕危名單中被剔除，而在賓夕法尼亞州亦取消了對牠們獵殺的限制。在19世紀的新澤西州，短尾貓的數量亦有下降，主要原因是商業及農業的發展減少了牠們的棲息地，故於1991年在該州中被列為瀕危。L. rufus escuinipae是在墨西哥的亞種，曾一度被認為瀕危，但於2005年已被除名。
短尾貓因其毛皮及運動而被殺，但卻仍能保持數量。幼貓由於需要母親的照顧而較為易危。在1970年代及1980年代，由於其毛皮價值的上升而被大量獵殺，但有關價格其於1990年代初急跌。短尾貓的死亡率中有一半是因受管制的獵殺，故在開放獵殺的冬天，牠們的數量會大幅下降。

## 神話
在美洲原住民神話中，短尾貓經常與郊狼在一起。短尾貓與郊狼分別與風及霧有關，這兩種是美洲原住民相對的元素。內茲佩爾塞人傳說中短尾貓及郊狼是相反的形象。但是，另一個版本則指牠們是同等的。克勞德·李維-史陀（Claude Lévi-Strauss）指前一個觀念是源自新世界神話，但牠們並非對等的形象就代表了一個開放的二元論，而非舊世界文化的對稱二元論。而後者則是歐洲文化及原住民文化經常接觸的結果。內茲佩爾塞人的版本卻有一些複雜性，而同等的版本則失去了原有故事的意義。
在肖尼人故事中，指短尾貓的斑點是來自被一隻兔瞞騙。牠將兔困在樹中，但被說服燃點火種，而餘燼燒著了牠的毛皮，造成自皮上的深褐斑點。摩哈維族相信若習慣性夢見一些形象或物件，就會獲得其特徵的超自然力量。若夢見美洲獅及短尾貓，牠們相信會獲得超越其他部落的狩獵技巧。定居美洲的歐洲人因其兇猛及優美而欽佩短尾貓，而在美國，牠們都是傳說中歌頌的主角。